# L'asimmetria e la vita
L'asimmetria e la vita. Articoli e saggi 1955-1987 è una raccolta di saggi di Primo Levi, uscita postuma presso Einaudi nel 2002, a cura di Marco Belpoliti. È una scelta di articoli di argomento vario comparsi su giornali e riviste dal 1955 al 1987.

## Edizioni
- L'asimmetria e la vita. Articoli e saggi 1955-1987, A cura di Marco Belpoliti, Collana Gli Struzzi n.545, Torino, Einaudi, 2002,  pp. XVIII-271, ISBN 978-88-06-16050-0.
- (FR)  L'Asymétrie et la vie. Articles et essais, 1955-1987, trad. Nathalie Bauer, Paris: Laffont, 2004, ISBN 978-22-2109-653-6.
- (EN)  The Black Hole of Auschwitz, trad. Sharon Wood, Cambridge: Polity Press, 2005, ISBN 978-07-4563-241-4.